# 福图纳 (加利福尼亚州)
福图纳（英語：Fortuna），是美国加利福尼亚州洪堡县下属的一座城市。建市于1906年1月20日，面积大约为4.85平方英里（12.6平方公里）。根据2010年美国人口普查，该市有人口11,926人。